# Dánia a 2011-es úszó-világbajnokságon
Dánia a 2011-es úszó-világbajnokságon hat úszóval vett részt. Két aranyérmet és egy ezüstérmet nyertek.

## Érmesek
|     | Nemzet | Arany | Ezüst | Bronz | Összesen |
| 11. | Dánia  | 2     | 1     | 0     | 3        |

| Érem      | Név              | Sport | Versenyszám                 | Dátum      |
| --------- | ---------------- | ----- | --------------------------- | ---------- |
| Aranyérem | Lotte Friis      | Úszás | Női 1500 méteres gyorsúszás | július 26. |
| Aranyérem | Jeanette Ottesen | Úszás | Női 100 méteres gyorsúszás  | július 29. |
| Ezüstérem | Lotte Friis      | Úszás | Női 800 méteres gyorsúszás  | július 30. |

## Úszás
Férfi
| Versenyző    | Esemény                       | Selejtező | Selejtező | Elődöntő          | Elődöntő          | Döntő             | Döntő             |
| Versenyző    | Esemény                       | Idő       | Helyezés  | Idő               | Helyezés          | Idő               | Helyezés          |
| ------------ | ----------------------------- | --------- | --------- | ----------------- | ----------------- | ----------------- | ----------------- |
| Mads Glæsner | Férfi 200 méteres gyorsúszás  | 1:49.59   | 32        | Nem jutott tovább | Nem jutott tovább | Nem jutott tovább | Nem jutott tovább |
| Mads Glæsner | Férfi 400 méteres gyorsúszás  | 3:48.41   | 12        |                   |                   | Nem jutott tovább | Nem jutott tovább |
| Mads Glæsner | Férfi 800 méteres gyorsúszás  | 7:54.57   | 11        |                   |                   | Nem jutott tovább | Nem jutott tovább |
| Mads Glæsner | Férfi 1500 méteres gyorsúszás | 15:12.52  | 13        |                   |                   | Nem jutott tovább | Nem jutott tovább |

Női
| Versenyző                                                  | Esemény                          | Selejtező | Selejtező | Elődöntő          | Elődöntő          | Döntő               | Döntő               |
| Versenyző                                                  | Esemény                          | Idő       | Helyezés  | Idő               | Helyezés          | Idő                 | Helyezés            |
| ---------------------------------------------------------- | -------------------------------- | --------- | --------- | ----------------- | ----------------- | ------------------- | ------------------- |
| Jeanette Ottesen                                           | Női 50 méteres gyorsúszás        | 25.23     | 13 Q      | 24.61             | 2 Q               | 24.67               | 6                   |
| Jeanette Ottesen                                           | Női 100 méteres gyorsúszás       | 53.88     | 2 Q       | 53.88             | 4 Q               | 53.45               | Aranyérem           |
| Jeanette Ottesen                                           | Női 50 méteres pillangóúszás     | 25.88     | 2 Q       | 26.53             | 13                | Nem jutott tovább   | Nem jutott tovább   |
| Jeanette Ottesen                                           | Női 100 méteres pillangóúszás    | 58.32     | 7 Q       | 58.24             | 11                | Nem jutott tovább   | Nem jutott tovább   |
| Perneille Blume                                            | Női 100 méteres gyorsúszás       | 55.14     | 22        | Nem jutott tovább | Nem jutott tovább | Nem jutott tovább   | Nem jutott tovább   |
| Perneille Blume                                            | Női 200 méteres gyorsúszás       | 1:59.96   | 26        | Nem jutott tovább | Nem jutott tovább | Nem jutott tovább   | Nem jutott tovább   |
| Lotte Friis                                                | Női 400 méteres gyorsúszás       | 4:06.31   | 4 Q       |                   |                   | 4:04.68             | 5                   |
| Lotte Friis                                                | Női 800 méteres gyorsúszás       | 8:23.07   | 2 Q       |                   |                   | 8:18.20             | Ezüstérem           |
| Lotte Friis                                                | Női 1500 méteres gyorsúszás      | 16:00.47  | 1 Q       |                   |                   | 15:49.59            | Aranyérem           |
| Mie Nielsen                                                | Női 50 méteres hátúszás          | 28.89     | 18        | Nem jutott tovább | Nem jutott tovább | Nem jutott tovább   | Nem jutott tovább   |
| Mie Nielsen                                                | Női 100 méteres hátúszás         | 1:01.90   | 24        | Nem jutott tovább | Nem jutott tovább | Nem jutott tovább   | Nem jutott tovább   |
| Rikke Pedersen                                             | Női 50 méteres mellúszás         | 31.65     | 14 Q      | 32.07             | 15                | Nem jutott tovább   | Nem jutott tovább   |
| Rikke Pedersen                                             | Női 100 méteres mellúszás        | 1:07.80   | 7 Q       | 1:07.13           | 4 Q               | 1:07.28             | 6                   |
| Rikke Pedersen                                             | Női 200 méteres mellúszás        | 2:25.86   | 2 Q       | 2:24.80           | 5 Q               | 2:26.56             | 7                   |
| Pernille Blume Mie Nielsen Jeanette Ottesen Lotte Friis    | Női 4 × 100 méteres gyorsváltó   | 3:39.48   | 8 Q       |                   |                   | 3:39.74             | 8                   |
| Mie Nielsen Rikke Pedersen Jeanette Ottesen Pernille Blume | Női 4 × 100 méteres vegyes váltó | 4:01.60   | 9         |                   |                   | Nem jutottak tovább | Nem jutottak tovább |